# Relations entre le Bangladesh et le Vietnam
Les relations entre le Bangladesh et le Viêt Nam sont les relations bilatérales de la république populaire du Bangladesh et de la république socialiste du Viêt Nam.

## Histoire
Le Bangladesh soutient le peuple vietnamien. Le 11 février 1973, le Bangladesh a établi des liens avec le gouvernement révolutionnaire provisoire de la république du Sud Viêt Nam et des manifestations ont été organisées pour soutenir le Viêt Nam. Le Bangladesh a été le deuxième pays asiatique et le premier d'Asie du Sud à le faire,. La Première ministre Khaleda Zia a été le premier chef de gouvernement bangladais à se rendre au Viêt Nam en mai 2004. En 2013, les deux nations ont célébré le 40e anniversaire de l'établissement de liens diplomatiques. Le Bangladesh et le Viêt Nam ont des ambassades dans leurs pays respectifs. La Première ministre Sheikh Hasina s'est rendu au Viêt Nam en 2012 pour promouvoir les liens. Le président du Bangladesh, Abdul Hamid, a effectué une visite d'État au Viêt Nam en novembre 2015. Il a été reçu par le président vietnamien Trương Tấn Sang.

## Relations économiques
Le Bangladesh est un important importateur de ciment en provenance du Viêt Nam. En 2016, le Bangladesh en a importé pour une valeur de 141 millions de dollars. Vinamilk of Vietnam s'est associé avec Bigbiz au Bangladesh, pour vendre ses produits au Bangladesh en janvier 2017. En 2013-2014, le Bangladesh a exporté pour 55,95 millions de dollars de marchandises vers le Viêt Nam et a importé des marchandises pour une valeur de 582,24 millions de dollars. Les recettes d'exportation du Bangladesh en provenance du Viêt Nam se sont élevées à 53,47 millions de dollars pour l'année fiscale 2018-19. Au cours de l'exercice 2017-18, les importations du Bangladesh en provenance du Viêt Nam ont atteint 594,69 millions de dollars. À part le ciment, le Bangladesh importe également des clinkers, du riz et des téléphones portables.